# 76. Sinfonie (Haydn)
Die Sinfonie Nr. 76 Es-Dur komponierte Joseph Haydn vermutlich im Jahr 1782.

## Entstehung der Sinfonien Nr.76, 77 und 78

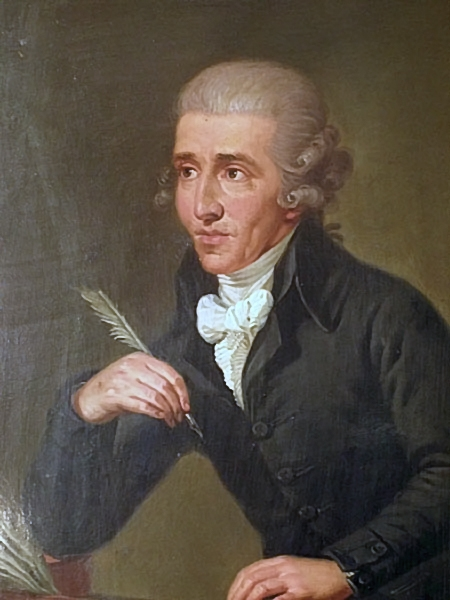
Joseph Haydn (Gemälde von Ludwig Guttenbrunn, um 1770)

Die Sinfonien Nr. 76, 77 und 78 komponierte Haydn vermutlich im Jahr 1782 während seiner Anstellung als Kapellmeister beim Fürsten Nikolaus I. Esterházy. Wahrscheinlich hängt ihre Entstehung mit den Bemühungen von Willoughby Berties zusammen, Haydn für seine „Hanover Square Grand Concerts“ zu gewinnen. Die Englandreise kam jedoch nicht zustande, vermutlich weil Haydn durch seine Verpflichtungen in Esterházy absagte oder weil Fürst Nikolaus die Zustimmung verweigerte. Auf das Angebot des Pariser Verlegers Boyer, ihm einige Werke zu verkaufen, antwortet Haydn in einem Brief vom 15. Juli 1783:

„Hoch, und wohl gebohrner

Insbesonders Hoch zu verehrender Herr!

(…) ob ich Sie aber hierinfals werde conteniren könen, zweifle ich aus folgenden ursachen, erstens darf ich keine von meinen eigenen handschriften vermög Contracts so ich mit mein Fürsten machte, ausser land zu schücken, weil er dieselbe selbst auf behält. ich könnte zwar ein Stück 2 mahl in die Partitur setzen, dazu aber wird mir die zeit zu kurz, und ich finde auch keine hinlängliche ursach dazu, den wan ein Stück sauber und Correct abgeschrieben ist, so ist es deste geschwinder dem Stich unterworfen. 2tens muß man meiner rechtschaffenheit, und nicht dem Papier glauben beymessen:

ich verfaste voriges Jahr 3 schöne prächtige und gar nicht zu lange Sinfonien bestehend in 2 Violinen, Viola, Basso, 2 Corni, 2 Oboe, 1 Flaut, und 1 Fagott, aber alles sehr leicht, und ohne viel concertante …“

Haydn war offenbar mittlerweile im Umgang mit Verlegern geübt, „manchmal auch etwas skrupellos auf seinen Vorteil bedacht“: Absichtlich zögerte er zunächst etwas und berief sich Boyer gegenüber sogar auf einen Vertrag mit dem Fürsten, der es ihm angeblich verbot, seine Werke ins Ausland zu schicken. Dabei stand Haydn damals schon in fester Geschäftsbeziehung mit den Verlegern Artaria in Wien und Forster in London. Haydn bot Boyer dann die drei Sinfonien, die er 1782 geschrieben hatte (Nr. 76 bis 78), doch an, allerdings mit dem Hinweis, man möge seiner „Rechtschaffenheit und nicht dem Papier“ glauben (d. h. Haydn wollte keinen Vertrag abschließen). Diese Vorsicht schien ihm wohl deshalb ratsam, da er die drei Sinfonien etwa zeitgleich auch an zwei andere Verleger verkauft hatte: Torricella in Wien und Forster in London. Dort erschienen die Werke 1784, bei Boyer dann 1785. Haydn hat also mindestens drei „authentische“ Abschriften aus der Hand gegeben. Weiterhin wurden die Werke aber auch (wie damals nicht unüblich) illegal kopiert. So schreibt Wolfgang Amadeus Mozart in seinem Brief an den Vater vom 15. Mai 1784: „… ich weis ganz zuverlässig das Hofstetter des Haydn Musique dopelt copiert – ich habe seine Neuesten 3 Sinfonien wirklich.“

„Es waren die ersten drei Symphonien, die Haydn unmittelbar für den Markt schrieb, und sie waren der Einstand eines klugen und gelegentlich auch ein wenig skrupellosen Geschäftsmannes. Das Spiel wiederholte sich bei den drei folgenden Werken, I:79–I:81 (…).“

Die Sinfonien waren unter Zeitgenossen sehr beliebt und bekamen gute Kritiken. Sie sind „sind spieltechnisch anspruchsvoll, verzichten aber auf Virtuosität, und sie sind außerdem ‚leicht‘ in dem Sinne, dass sie zwar höchst geistreich und subtil gearbeitet sind, aber auch dem oberflächlich Hörenden durch allerlei Effekte und durch einfache, ‚populare‘ Tonfälle viel Unterhaltung bieten. (…) Es ist ziemlich offensichtlich, dass der Komponist sich hier – auch – auf ein großes und nach musikalischem Bildungsgrad und Hör-Erwartung geschichtetes Publikum einstellt.“ Peter A. Brown mutmaßt, Haydn könnte beim Entwurf der Sinfonien an Johann Christian Bach und Carl Friedrich Abel gedacht haben, die damals in London ausgesprochen populär waren.
Robert Simpson zitiert im Trio seiner vierten Sinfonie in Es-Dur von 1972 ein Motiv mit punktiertem Rhythmus vom Anfang des ersten Satzes der Sinfonie Nr. 76.

## Zur Musik
Besetzung: Querflöte, zwei Oboen, zwei Fagotte, zwei Hörner, zwei Violinen, Viola, Cello, Kontrabass. Über die Beteiligung eines Cembalo-Continuos in Haydns Sinfonien bestehen unterschiedliche Auffassungen.
Aufführungszeit: ca. 22 Minuten.
Bei den hier benutzten Begriffen der Sonatensatzform ist zu berücksichtigen, dass dieses Schema in der ersten Hälfte des 19. Jahrhunderts entworfen wurde (siehe dort) und von daher nur mit Einschränkungen auf die Sinfonie Nr. 76 übertragen werden kann. – Die hier vorgenommene Beschreibung und Gliederung der Sätze ist als Vorschlag zu verstehen. Je nach Standpunkt sind auch andere Abgrenzungen und Deutungen möglich.

### Erster Satz: Allegro
Es-Dur, 3/4-Takt, 189 Takte

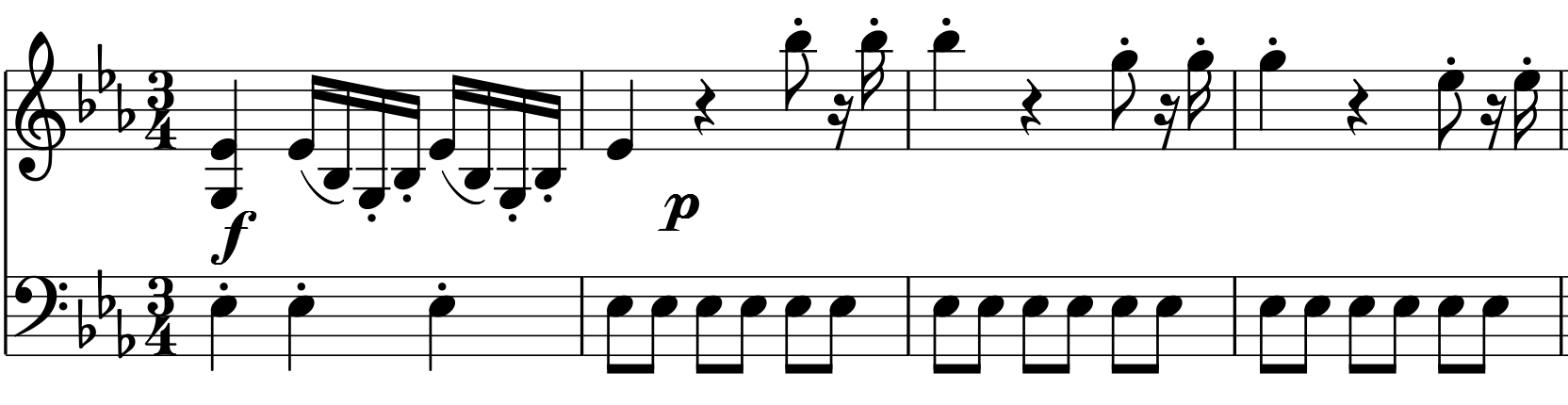
Beginn des Allegros

Haydn eröffnet die Sinfonie im Wechsel von zueinander kontrastierenden Motiven (Kontrastthema): Dem beginnenden Forte-Motiv mit vier Akkordschlägen auf Es (im Folgenden: Eröffnungs-Motiv, die Violinen lösen dabei den zweiten und dritten Akkordschlag als gebrochenen Dreiklang auf) steht eine sechstaktige Piano-Bewegung in fallender Linie mit punktiertem Rhythmus entgegen (im Folgenden: punktiertes Motiv). Innerhalb vom punktierten Motiv findet ein Wechsel von staccato zu legato statt, zudem ist der fallenden Linie in den Violinen eine sanglich-aufsteigende Fagottlinie gegenübergestellt. Das Eröffnungsmotiv wird wiederholt mit Fortspinnung bis Takt 18. Hier kommt die Bewegung auf der Dominante B-Dur kurz zur Ruhe, bevor nochmals das gesamte erste Thema (Eröffnungsmotiv + punktiertes Motiv) gespielt wird.

„Die Detailanalyse zeigt, wie Haydn ein scheinbar harmloses Thema mit gezielt eingesetzten musikalischen Impulsen anreichert, die den Hörer aktivieren, weil sein Hörfokus mehrfach wechseln muss. Schon im ersten Takt ist unklar, ob die Violin-Sechzehntel oder die Viertel-Akkorde das wesentliche musikalische Ereignis sind. Der scheinbaren Entspannung in den Takten 2 und 3 durch die dort vorkommenden unkomplizierten Verhältnisse folgt eine Veränderung, die den Hörer zwingt, die Nachsatz-Formulierung in der ersten Violine weiterzuverfolgen. Zugleich ist er aber gezwungen, das neue artikulatorische Element des Legato-Bogens und die damit einhergehende Veränderung durch die Hinzufügung der Fagott-Klangfarbe nachzuvollziehen. Wie der Hörer seinen Hörfokus orientiert, ob er gleichzeitig Legato-Entwicklung und erste Violine wahnimmt, oder ob er eine von beiden zugunsten der anderen vernachlässigt, bleibt zwar ihm überlassen. Aber eine – unbewußte – Entscheidung muss er treffen, da er sich dem Hörvorgang nicht entziehen kann. Und zusätzlich gewinnt die Wiederholung des ersten Teils an Interesse, weil der Hörfokus sich nun auf die beim ersten Hören vernachlässigten Elemente konzentrieren kann.“

Unerwarteterweise folgt nun pianissimo der erste Auftritt des zweiten, sanglichen Themas mit ruhig-bogenartiger Viertelbewegung in der Tonika Es-Dur. In Takt 34 ist dieser Auftritt vorüber, und nach kurzer Pause folgt abrupt ein neuer Abschnitt, der neben Läufen im Forte auch das punktierte Motiv enthält. Die Harmonien wechseln von c-Moll über B-Dur zu F-Dur. Von Takt 45 bis 65 hat das zweite Thema dann seinen zweiten Auftritt, nun in der Dominante B-Dur und mit verändertem Nachsatz. Der Schlussabschnitt der Exposition (Takt 66–80) ist sowohl durch Unisono-Bewegungen (Läufe und chromatische Staccatobewegung) als auch durch eine Umkehrung des Eröffnungsmotivs gekennzeichnet.
Die Durchführung (Takt 81–126) beschäftigt sich eher mit „melodischer Entwicklung“ als mit Verarbeitung von Material der Exposition. Sie beginnt mit dem Unisono-Laufmotiv aus dem Schlussabschnitt der Exposition. Zunächst in c-Moll, wechselt die Harmonie dann mit dem zweiten Thema nach C-Dur. Die eben noch flüssige Bewegung kommt zum Stocken (Takt 91), das punktierte Motiv führt kurz in die Subdominante As-Dur, auf der die Bewegung nochmals zur Ruhe kommt, ehe sie mit der bogenartigen Viertelbewegung vom zweiten Thema wieder etwas stärker wird. In Takt 113 ist wieder C-Dur erreicht, das nach einer weiteren Pause zum f-Moll – Ausbruch mit der Unisono-Bewegung führt. Die Überleitung zur Reprise folgt über einen orgelpunktartigen Abschnitt mit flächenhaftem Tremolo.
Die Reprise ist ähnlich der Exposition strukturiert. Allerdings tritt das zweite Thema nur einmal – an der sonst gewohnten Stelle – auf, die Arbeit mit dem punktierten Motiv ist verstärkt und der Abschnitt mit der Unisono-Bewegung ist etwas verlängert. Exposition sowie Durchführung und Reprise werden wiederholt.

### Zweiter Satz: Adagio, ma non troppo
B-Dur, 2/4-Takt, 132 Takte
Für den Satz wird folgende Struktur vorgeschlagen:
- Teil A: Takt 1 bis 28, B-Dur, piano. Vorstellung des sanglichen Hauptthemas (1. Violine mit „cantabile“ überschrieben) in den Streichern, kammermusikalischer bzw. „violinkonzertähnlich(er)“[2] Charakter. Wiederholung des Hauptthemas mit Verzierungen; gesamter Abschnitt wird wiederholt.
- Teil B1: Takt 29 – 36, b-Moll, piano. Gesamtes Orchester, tremoloartiger Klangteppich mit klagender Bläsermelodie (Oboe dominiert). Abschnitt wird wiederholt.
- Teil B2: Takt 37–52, b-Moll, Weiterführung von B1, Steigerung bis zum Fortissimo.
- Teil A, Variante 1: Takt 53–80, B-Dur, piano. Nur Streicher, kammermusikartiger Charakter, viele Triolen und Sextolen.
- Teil C1:[10] Takt 81–88, g-Moll, fortlaufende Zweiunddreißigstel-Bewegung im Fortissimo, „staccato assai“. Abschnitt wird wiederholt.
- Teil C2: Takt 89–96, Weiterführung von C1. B-Dur, F-Dur, c-Moll, Auslaufen auf Wechsel g-Moll und D-Dur.
- Teil A, Variante 2: Takt 97–132, z. T. gesamtes Orchester, Solo-Kadenz der 1. Violine Takt 116–119, ab Takt 122 Unisono-Bewegung der Streicher mit Fagott im Forte, Satzende mit Verhauchen im Pianissimo.

Nach Howard Chandler Robbins Landon (1955) erreichen die düsteren Moll-Passagen mit ihren Modulationen oft „Schubertsche Feinheit“.

„Die drastische Konfrontierung der melodisch einfachen, aber klanglich „dünnen“ Abschnitte mit klanglich „dicken“, aber melodisch uncharakteristischen Abschnitten entspricht wohl in exemplarischer Weise dem, was das 18. Jahrhundert unter „Humor“ verstand.“

### Dritter Satz: Menuet. Allegretto
Es-Dur, 3/4-Takt, mit Trio 50 Takte
Die volkstümliche, etwas melancholische und von Pausen unterbrochene Melodie wird von Flöte, den Oboen und der 1. Violine getragen. Der Mittelteil schlägt nach f-Moll um, und Ludwig Finscher (2000) spricht insgesamt von einem „ernsten Ton“ des Menuetts, das mit dem sehr tänzerischen Trio kontrastiert. Dieses steht ebenfalls ein Es-Dur und hat wie das Menuett eine einprägsame, liedhafte Melodie, die an „Schubertsche Ländler“ erinnert. Stimmführend sind nun neben der 1. Violine Flöte und Fagott (beide mit „Solo“ überschrieben). Beim Trio ist das gesamte Orchester beteiligt, es enthält nicht – wie sonst häufig bei Haydn – konzertante Soli (Flöte und Fagott sind zwar mit Solo überschrieben, wirken aber nicht konzertant, sondern lediglich melodieführend).

### Vierter Satz: Finale. Allegro, ma non troppo
Es-Dur, 2/2-Takt (alla breve), 161 Takte
Der ganze Satz basiert auf Material seiner sanglichen, tänzerischen Melodie mit charakteristischen Vorschlägen. Die beiden viertaktigen Themenhälften werden bis Takt 24 nur von Flöte und 1. Violine – piano begleitet von den übrigen Streichern – in wiederholter Abfolge vorgestellt (Schema: Hälfte 1 – 1 – 2 – 1 – 2 – 1), was zunächst etwas an den Beginn eines Rondos erinnert. In Takt 25 ändert sich die Klangfarbe durch Einsatz des gesamten Orchesters im Forte mit Tremolo auf Es im Bass. Ab Takt 37 folgt kurz der versetzt auftretende Kopf des Themas, ehe ab Takt 41 die Schlussgruppe mit charakteristischen Oktavsprüngen in Achtelbewegung über schreitender Bassbewegung in Vierteln anschließt. Nach einem Orgelpunkt auf B unter dem Kopf vom Thema endet die Exposition „offen“ auf dem B-Dur – Septakkord.
Die Durchführung verarbeitet die Motive der ersten Themenhälfte und bietet dem Hörer mehrere Überraschungen: Nach der kurzen einfachen Kadenz, die nach c-Moll wechselt, hört die Bewegung bereits wieder auf, versucht dann einen neuen „Anlauf“ in As-Dur, bricht aber wieder ab und geht in kräftige Viertelschläge über. Es folgt der bereits aus der Exposition bekannter Abschnitt mit versetztem Einsatz des Motivs vom Themenkopf. Von Takt 75 bis 87 dominiert dagegen ein Motiv vom Ende der ersten Themenhälfte, das energisch wiederholt wird und einen monoton wirkenden Klangteppich erzeugt, der aber in jedem Takt etwas harmonisch verändert wird. Takt 89 ff. greifen dann den Themenkopf im versetzten Einsatz wieder auf. Recht abrupt kündigt sich dann eine Schlusswendung an, die aber zum Trugschluss in Takt 97 mit Fermate (G-Dur – Septakkord) führt. Die ersten Themenhälfte versucht nun wieder einen neuen Anlauf in C-Dur, bricht aber – wie zu Beginn der Durchführung – ab. Der zweite Anlauf in Es-Dur hat dagegen Erfolg und entpuppt sich schließlich als Reprise (Takt 100 ff.). Diese ist ähnlich der Exposition strukturiert. Sie weist aber nach dem Orgelpunkt einen ausgedehnten Schlussabschnitt mit dem Motiv vom Ende der ersten Themenhälfte auf, den man als Coda betrachten kann. Exposition sowie Durchführung und Reprise werden wiederholt.